# Euphaedra violacea
Euphaedra violacea är en fjärilsart som beskrevs av Butler 1888. Euphaedra violacea ingår i släktet Euphaedra och familjen praktfjärilar. Inga underarter finns listade i Catalogue of Life.